# 福島市音楽堂
福島市音楽堂（ふくしましおんがくどう）は、福島県福島市にあるコンサートホール。運営は、公益財団法人福島市振興公社が行っている。福島市に本社を置く福島信用金庫が施設命名権を取得しており、2019年4月1日からふくしん夢の音楽堂の呼称を使用している。

## 概要
- 大ホール 1,002席（固定席）
- 小ホール 200席（移動席）

※その他、練習室及び楽屋が設けられている。

## 特徴
1984年（昭和59年）開館。
日本に現存する、最古のコンサートホール（クラシック音楽、特にオーケストラの演奏に最適化したホール）の一つである。
- 神奈川県立音楽堂（1954年 開館）
- 埼玉会館（1966年 開館）
- 倉敷市民会館（1972年 開館）
- 中新田バッハホール（1981年 開館）
- ザ・シンフォニーホール（1982年 開館）
- 福島市音楽堂（1984年 開館）
- サントリーホール（1986年 開館）
- 東京芸術劇場（1990年 開館）

大ホールの壁全体に、石川県の九谷焼タイルを施し、床には音響効果のため全て桜のムク材を使用している。正面にはデンマーク製のパイプオルガンを備え、このオルガンを演奏したときに最高の音色が得られるよう設計されている。
これにより、残響時間は空席時で3秒、満席時でも2.5秒と、全国のコンサートホールの中でも、特に響きの豊かなホールとなっている。

## 音楽家の評

### 岩城宏之（指揮者）
指揮者の岩城宏之は、1984年（昭和59年）10月26日に本ホールで札幌交響楽団を指揮し、翌年（1985年）に上梓した著書において下記の趣旨を述べた。
- 本ホールの残響時間が「3.2秒[2]」であることの意味は途轍もなく大きい。
- 本ホールの音響は、2年前（当時）に開館した大阪市のザ・シンフォニーホール（岩城は、1982年11月19日のザ・シンフォニーホール開館記念音楽会でNHK交響楽団を指揮[3]）を超えており、宮城県の中新田バッハホール（岩城は、前日の1984年10月25日に中新田バッハホールで札幌交響楽団を指揮[2]）と並んで日本一（当時）である（但し、岩城は『中新田バッハホール〈600席〉はフル編成のオーケストラには容積不足である』旨を指摘[2]）。
- 更に言えば、本ホールの音響は、ウィーンのムジークフェラインザール、アムステルダムのコンセルトヘボウ、ニューヨークのカーネギー・ホールといった世界の名だたるコンサートホールをも超えている（岩城は前記3ホール全てでオーケストラを指揮した経験を有していた）。
- クラシック音楽に特化した本ホールの建設には反対意見も多かったが、時の福島市長（第9代 河原田穣。在任期間：1979年 - 1985年〈死去〉）の強いリーダーシップで建設が実現した由。市長の英断に深く敬意を表する。

### 山下伶（ハーモニカ奏者）
山下伶（ハーモニカ奏者）は、2023年（令和5年）3月29日に本ホールでリサイタルを行い、公式ブログ（2023年4月1日付）で下記のように述べた。

### 石井琢磨（ピアニスト）
石井琢磨（ピアニスト）は、2025年（令和7年）6月28日に本ホールでハンスイェルク・シェレンベルガー指揮ベルリン交響楽団と共演し（曲目：ピアノ協奏曲〈シューマン〉）、X（2025年6月28日付）で下記のように述べた。

## 利用状況
このような特徴から、クラシック音楽を中心として多くの演奏会に使用されている。しかし、近隣の福島県文化センターと比較すると、座席数が少なく駐車場も狭いことから、吹奏楽コンクールや合唱コンクールといった大規模な大会には用いられていなかった（声楽アンサンブルコンテスト全国大会には使用されている）。しかし、最近では合唱コンクールに用いられるようになった。

## 福島市古関裕而記念館
福島市古関裕而記念館（ふくしまし こせきゆうじきねんかん）は、福島市音楽堂に隣接する施設。福島市出身の作曲家・古関裕而が福島名誉市民1号となったことを記念し、福島市の音楽文化の振興のため、建設された。1988年（昭和63年）11月12日開館。
古関が作曲した「とんがり帽子」を髣髴とさせる、円錐状の屋根を持つ外観が特徴の建物で、館内には、本人が愛用したハーモニカやハモンドオルガンといった品々や直筆の色紙や楽譜、レコードなどが展示された展示室、作曲するときに使っていた部屋を再現した記念室、古関裕而に関する映像や音楽を視聴できるAVコーナーがある。また、通り沿いのガラス張りのサロンもあり、ミニコンサートなどが開かれる。

## アクセス
- 福島交通バス、日赤前下車、徒歩3分。
- 敷地内には駐車場が設けられているため、車での来場も可能（台数は120台分）。

## その他
- 東日本大震災（東北地方太平洋沖地震）の発生に伴い、2011年3月11日から4月24日までのイベントは中止された。